# Cahuzac, Tarn
Cahuzac là một xã trong tỉnh Tarn thuộc vùng Occitanie ở miền nam nước Pháp. Xã này nằm ở khu vực có độ cao trung bình 255 mét trên mực nước biển.

## Các trang web và di tích

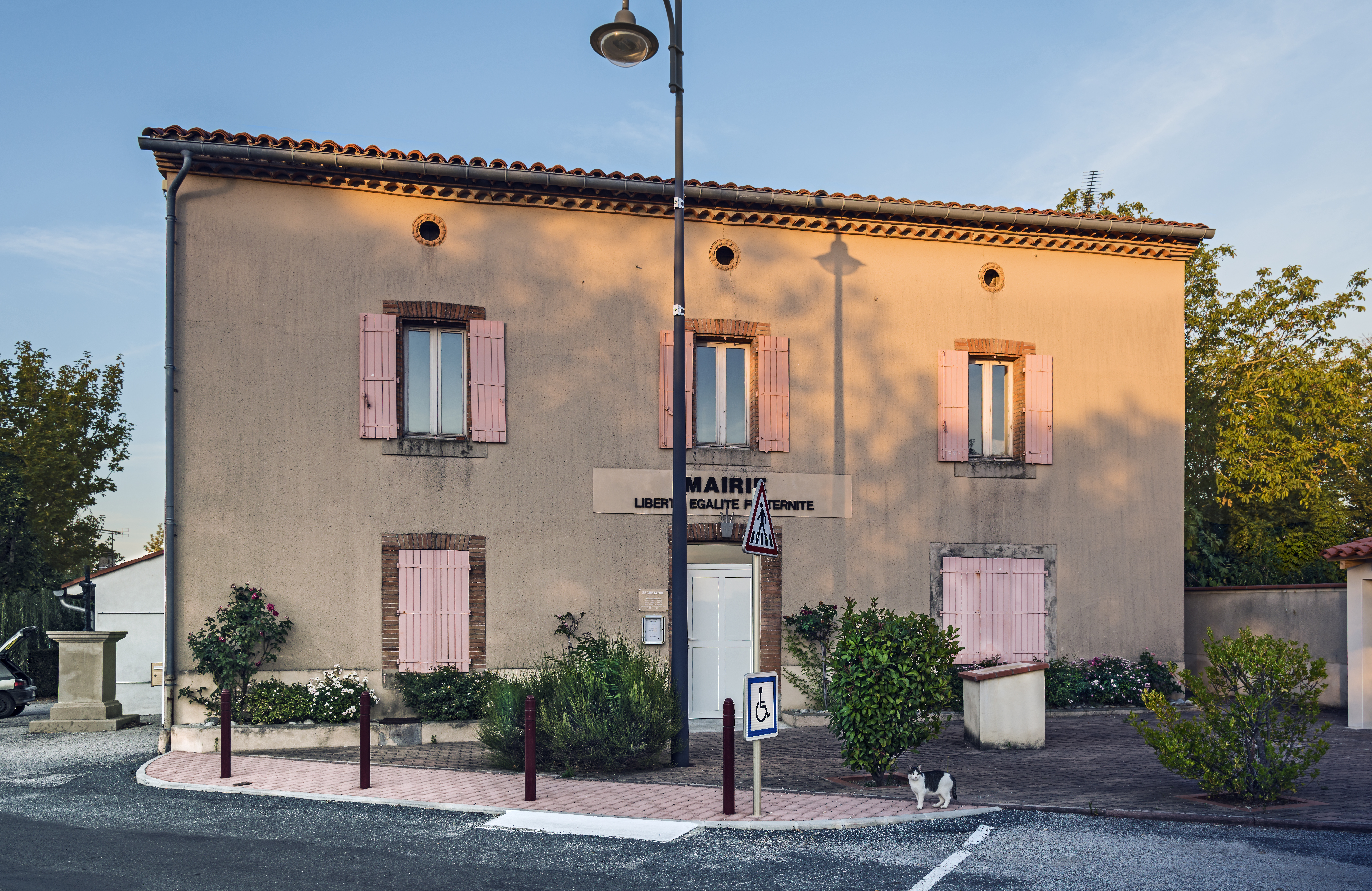
Tòa thị chính.
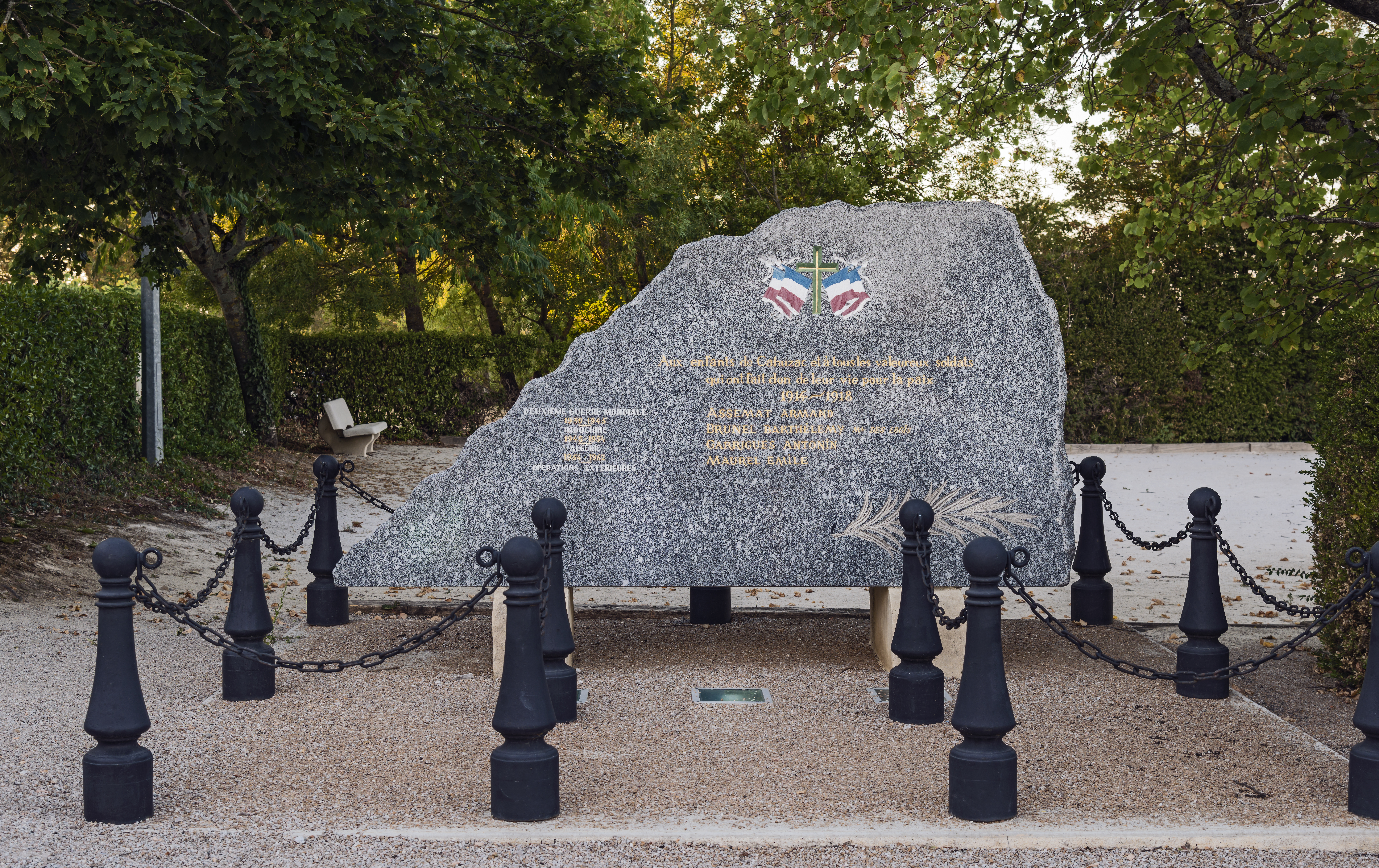
Các đài tưởng niệm chiến tranh.
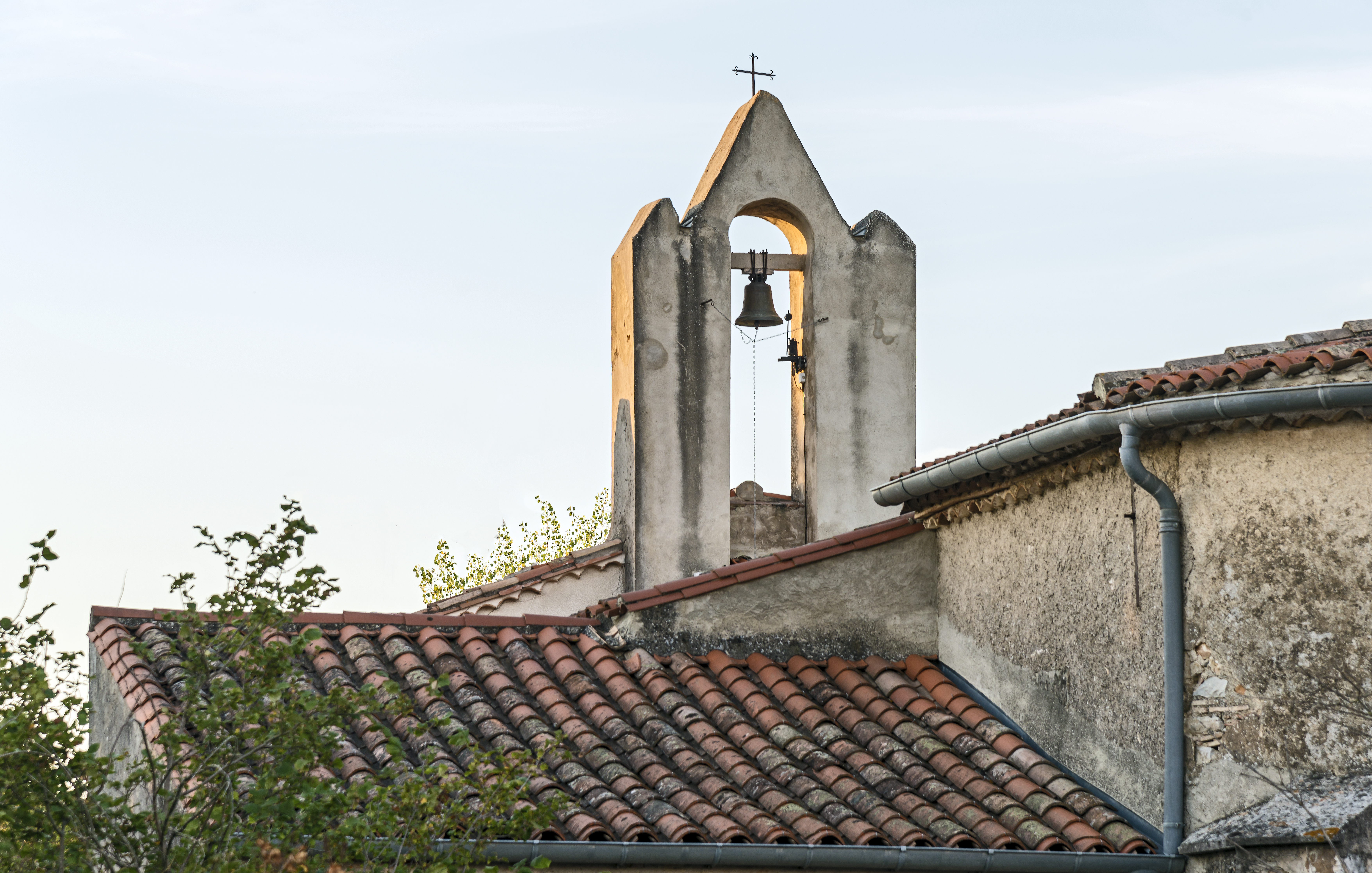
Các tháp nhà thờ.